# Коммунистическая партия Черногории
Коммунистическая партия Черногории (сербохорв. Комунистичка партија Црне Горе / Komunistička partija Crne Gore, черног. Комунистичка партиjа Црне Горе) — коммунистическая партия, созданная в 1948 году и входившая в состав Коммунистической партии Югославии в качестве самостоятельной партийной организации. Существовала в 1948-1991 годах, всё это время являясь правящей в Социалистической республике Черногория.
В 1952 году в соответствии с решениями VI съезда КПЮ, Коммунистическая партия Черногории была переименована в Союз коммунистов Черногории (сербохорв. Савез комуниста Црне Горе) и сохраняла это название до конца своей деятельности.
Являлась самой малочисленной партией-членом СКЮ и одной из двух, одержавших победу на многопартийных выборах 1990 года (и единственной, которая пошла на них без изменения названия). Выступала с поддержкой обособления черногорцев как отдельного от сербов народа, но при этом поддерживала сербско-черногорский унионизм (что позволило избежать выхода Черногории из состава СФРЮ во время распада страны и добиться её вхождения в СРЮ).

## Закат
Особенностью складывавшейся многопартийной системы Черногории было контрастное соотношение политических сил: коммунисты продолжали занимать лидирующую позицию среди всех политических партий, пользовались поддержкой большинства населения и потому даже не изменили названия своего Союза. Союз коммунистов Черногории одним из первых начал преобразования в своей партии, а также, по примеру коммунистов Сербии, возглавил так называемую «антибюрократическую революцию» в республике (в результате которой произошла смена руководства партии на сторонников Слободана Милошевича), заслужив тем самым уважение сограждан. Черногорские коммунисты использовали национальную платформу ещё до появления национальных партий, лишив тем самым их возможности использовать национальный вопрос в своих целях. Коммунисты громко заявили о внутренней трансформации партии и о политике реформ в обществе. X съезд СКЧ (апрель 1989 г.) отличался новизной поставленных вопросов и принятых решений. СКЧ приглашал все прогрессивные силы республики к
творческому прогрессивному диалогу по вопросу решения существующих проблем развития общества. И это имело вполне определённые результаты. Предвыборная кампания СКЧ проходила под лозунгом «Мы знаем, как!» и при пропаганде новой философии развития, которая выразилась в формуле «политическая демократия + экономическая эффективность». Экономическая эффективность подразумевала переход к рыночной экономике, полную самостоятельность экономических субъектов и большую степень интеграции на общеюгославском уровне (почта, телеграф, железные дороги и т. д.). В программных заявлениях отчетливо прозвучали антибюрократические и демократические ноты.. Все это позволило СКЧ сохранить свою членскую базу и большую поддержку населения.
На первых многопартийных выборах в Черногории в декабре 1990 года партия одержала убедительную победу и получила 56,2 % голосов, сохранив руководящую роль.
22 июня 1991 года Союз коммунистов Черногории изменил название на Демократическая партия социалистов Черногории.

## Съезды
- Первый (учредительный) съезд КП Черногории — 4-7 октября 1948 года (единственный, который состоялся в Цетинье, все нижеперечисленные прошли в Титограде);
- Второй съезд СК Черногории — 20-22 октября 1954 года;
- Третий съезд СК Черногории — 1-3 июля 1959 года;
- Четвёртый съезд СК Черногории — 15-17 марта 1965 года;
- Пятый съезд СК Черногории — 12-14 декабря 1968 года;
- Шестой съезд СК Черногории — 4-5 апреля 1974 года;
- Седьмой съезд СК Черногории — 24-26 апреля 1978 года;
- Восьмой съезд СК Черногории — 27-28 апреля 1982 года;
- Девятый съезд СК Черногории — 22-23 апреля 1986 года;
- Десятый съезд СК Черногории — 26-28 апреля 1989 года;
- Одиннадцатый съезд СК Черногории — 20 октября 1990 года (второй этап 22 июня 1991 года в качестве первого съезда ДПСЧ).

## Лидеры
- Секретарь Краевого комитета КПЮ по Черногории и Боке
  - Блажо Йованович (1943—1948)
- Секретарь Центрального комитета КП Черногории
  - Блажо Йованович (1948—1952)
- Председатель Верховного комитета / Президиума ЦК СК Черногории
  - Блажо Йованович (1952—1963)
  - Джёрджие Пайкович (1963—1968)
  - Веселин Джуранович (1968—1977)
  - Войо Срзентич (1977—1982)
  - Добросав Чулафич (1982—1984)
  - Видое Жаркович (1984)
  - Марко Орландич (1984—1986)
  - Милян Радович (1986—1989)
  - Веселин Вукотич (1989)
  - Милица Пеянович-Джуришич (1989)
  - Момир Булатович (1989—1991)